# Frunze (Saki)
|  | Per a altres significats, vegeu «Frunze». |

Frunze (en ucraïnès i en rus: Фрунзе) és un poble de la República Autònoma de Crimea a Ucraïna, que el 2021 tenia 2.998 habitants. Pertany al districte rural de Saki.